# 서부 텍사스유

서부 텍사스유와 브렌트유의 가격 차이

서부 텍사스유(西部 - 油, West Texas Intermediate, WTI)는 미국에서 생산되는 고품질의 원유이다.
대표적인 경질유(API 40도)이며, 유황 성분이 0.40%로 황 함유량이 적다. 원래 서부 텍사스의 중간지역에서 생산된다하여 붙은 이름이 '인터미디엇'(intermediate)이 '중질'(中質)로 오역(誤譯)되어, 경질유(硬質油)에도 불구하고 최초에는 중질유(中質油)로 불렸으나 현재는 그냥 서부 텍사스산 원유로 불린다. 미국에서 생산되는 원유가 같은 규격을 맞추면 산지가 텍사스주가 아니더라도 서부 텍사스유로 거래할 수 있다.
국제 원유시장에서 생산지에 따라 분류하는데 크게 브렌트유, 두바이유, 서부 텍사스유로 나뉘는데 그 중에 국제유가의 가격 결정에 가장 많은 영향을 끼친다. 미국내 뉴욕상업거래소(NYMEX)에만 거래되며, 2016년부터 국제시장으로의 반출이 허용된다.

## 같이 보기
- 두바이유
- 브렌트유
- 우랄유